# Йохан Фердинанд фон Залбург
Йохан Фердинанд фон Залбург (на немски: Johann Ferdinand Graf von Salburg; * ок. 1647; † 27 декември 1723, Линц) е имперски граф от род Залбург от Горна Австрия.

## Произход и титла
Той е син на фрайхер Зигмунд Фридрих фон Залбург-Фалкенщайн и Ранаридл (* ок. 1620; † 1665, убит в дуел) и съпругата му Мария Елизабет фон Шерфенберг (1622 – 1690), дъщеря на Готхард фон Шерфенберг (1584 – 1634) и Анна Сузана фон Килмансег (1596 – 1642). Внук е на фрайхер Готфрид фон Залбург (1576 – 1633) и правнук на фрайхер Хайнрих фон Залбург (1544 – 1629). Майка му се омъжва втори път за граф Фердинанд Зигмунд Кацианер фон и цу Катценщайн.
През 1665 г. Йохан Фердинанд и брат му Йохан Готфрид са издигнати на имперски графове и 1684 г. са приети в господарското съсловие на Австрия об дер Енс.

## Фамилия
Първи брак: през 1672 г. с Мария Елизабет фон Фюнфкирхен (* 2 март 1645, Виена; † 18 юли 1682, Ранаридл), дъщеря на фрайхер Йохан Зигизмунд фон Фюнфкирхен (1605 – 1650) и фрайин Анна Поликсена Елизабет фон Шерфенберг (1617 – 1658), по-голямата сестра на майка му, дъщеря на Готхард фон Шерфенберг (1584 – 1634) и Анна Сузана фон Килмансег (1596 – 1642). Те имат една дъщеря:
- Мария Франциска фон Залбург, омъжена 1699 г. за фрайхер Йохан Леополд фон Клам (* ок. 1665; † 11 септември 1727, Линц)

Втори брак: през 1683 г. с графиня Мария Анна фон Щархемберг (* 5 януари 1640, Виена; † 1690, Линц), наследничка на Швертберг и Виндек, вдовица на граф Лобгот фон Кюфщайн (1632 – 1680), и дъщеря на граф Хайнрих Вилхелм фон Щархемберг (1593 – 1675) и графиня Сузана фон Мегау (1615 – 1662). Бракът е бездетен. Мария Анна умира през 1690 г. и оставя две деца от първия ѝ брак.
Трети брак: с графиня Мария Катарина фон Прайзинг. Бракът е бездетен.